# Le Puits et le Pendule (film 1964)
Le Puits et le Pendule è un cortometraggio del 1964 diretto da Alexandre Astruc. Tratto dal noto racconto di Edgar Allan Poe, tradotto da Charles Baudelaire
, è forse una delle messe in scene più fedeli al racconto dello scrittore americano. È stato il remake del precedente cortometraggio muto de Le Puits et le Pendule del 1909.

## Trama
La drammatica storia di un condannato a morte dall'Inquisizione spagnola. Il protagonista è gettato in una cella oscura, con al centro un pozzo buio che evita miracolosamente solo per addormentarsi e, poi, risvegliarsi legato a un letto mentre, dal tetto, cala un pendolo con una lama tagliente che, a ogni oscillazione, scende più vicino per tagliarlo in due. Scampato a questo pericolo il protagonista si ritrova vittima di un nuovo marchingegno grazie al quale i muri della stanza iniziano a muoversi e restringere la stanza fino a spingerlo pozzo. Il contrometraggio finisce con la salvezza del protagonista grazie all'ingresso dei francesi napoleonici in città.